# Elisabeta Eleonore de Brünswick-Wolfenbüttel
Elisabeta Eleonore de Brunswick-Wolfenbüttel (30 septembrie 1658 – 15 martie 1729) a fost fiica cea mare a ducelui Anthon Ulrich de Brunswick-Wolfenbüttel și a soției acestuia, Iuliana de Schleswig-Holstein-Sonderburg-Norburg.

## Biografie
Elisabeta Eleanor s-a căsătorit de două ori. La 2 februarie 1675 la Wolfenbüttel, ea s-a căsătorit cu prințul Johann Georg de Mecklenburg, însă mirele a murit cinci luni mai tărziu. La 25 ianuarie 1681 la Schöningen, ea s-a recăsătorit cu Ducele Bernhard I de Saxa-Meiningen. Mariajul lor a fost descris ca fiind unul fericit deși ea nu a împărtășit interesul lui pentru alchimie și în domeniul militar. Eșisabeta Eleonore iubea muzica. Ea i-a insuflat și soțului ei interes asupra muzicii și literaturii.
După decesul soțului ei, Elisabeta s-a situat de partea fiului ei vitreg Ernst Ludwig și a ministrului acestuia von Wolzogen în scopul acestuia spre o domnie de unul singur, ignorând dorința din testament a lui Bernard I ca fiii săi să împartă puterea. Acest lucru a dus la 30 de ani de ceartă frățească, în timpul căreia Elisabeta Eleonora și-a sprijinit fiul vitreg împotriva propriului ei fiu, Anton Ulrich. Acesta a încheiat o căsătorie morganatică cu Philippine Elisabeth Cäsar, care nu era de origine nobilă. Elisabeta Eleonora a  tratat-o cu multă răceală pe nora sa.
În timpul domniei ducelui Ernst Ludwig I, Meiningen a devenit un centru al culturii muzicale; acest lucru se datorează în mare parte Elisabetei Eleonora. Cearta familiei a făcut-o să se retragă din viața publică și să se concentreze asupra religiei. Ea însăși a scris mai multe imnuri.

## Descendenți
Din căsătoria Elisabetei cu Bernhard I, au rezultat cinci copii:
- Elisabeta Ernestina (3 decembrie 1681 – 24 decembrie 1766), stareță la mănăstirea din Gandersheim (1713–1766);
- Eleonora Frederica (2 martie 1683 – 13 mai 1739), călugăriță la mănăstirea din Gandersheim;
- Anton August (20 iunie 1684 – 7 decembrie 1684);
- Wilhelmina Luisa (19 ianuarie 1686 – 5 octombrie 1753), căsătorită la 20 decembrie 1703 cu Carol, Duce de Württemberg-Bernstadt;
- Anton Ulrich, Duce de Saxa-Meiningen (22 octombrie 1687 – 27 ianuarie 1763).